# 14e Convention nationale acadienne
La XIVe convention nationale acadienne a lieu en 1965 à Caraquet, au Nouveau-Brunswick (Canada).
L'accent est mis sur le développement des forces vives des Acadiens, notamment chez les jeunes. Les problèmes d'actualité et les besoins de la population sont étudiés.